# XML Base
XML Base – specyfikacja W3C służąca do określania ścieżki bazowej dla adresów URL w dokumentach XML-a. 
XML Base jest odpowiednikiem znacznika <base> w HTML-u (XHTML-u), z tą różnicą, że w (X)HTML-u element <base> musiał znajdować się wewnątrz elementu <head> natomiast xml:base deklarowane jest dla dowolnego elementu XML-a i jest dziedziczone przez wszystkie elementy w głąb drzewa XML.